# Sadłowice (województwo lubelskie)
Sadłowice – wieś w Polsce położona w województwie lubelskim, w powiecie puławskim, w gminie Puławy. Przez wieś przebiega trasa drogi wojewódzkiej nr 743.
W latach 1975–1998 miejscowość położona była na terenie ówczesnego województwa lubelskiego.
Wieś stanowi sołectwo gminy Puławy. Według Narodowego Spisu Powszechnego z roku 2011 wieś liczyła 130 mieszkańców.
Wierni Kościoła rzymskokatolickiego należą do parafii św. Wojciecha w Górze Puławskiej.